# ماريا دي لوس ليانوس دي لونا
ماريا دي لوس ليانوس دي لونا (من مواليد 3 مارس 1960) سياسي ومحامي من إسبانيا، كانت مندوبًا للحكومة الإسبانية في كتالونيا بين عامي 2011 و2016.

## السيرة الشخصية
ولدت ليانوس دي لونا في إشبيلية في 3 مارس 1960، وحصلت على إجازة في القانون من جامعة مورسيا، وعلى درجة الدراسات العليا في كلية الممارسة القانونية في نفس المؤسسة، ودرجة الماجستير في الإدارة العامة.
شغلت مناصب مختلفة كمتحدثة عامة (1987-1993) ونائبة مدير (1996-2003) للمعهد الوطني للضمان الاجتماعي في برشلونة، ورئيسة لجنة تقييم الإعاقات العمالية في برشلونة، ومستشارة للخزانة العامة لبرشلونة. الضمان الاجتماعي لبرشلونة.
بالنسبة للخطة السياسية تم تفويضها من الحكومة الإسبانية في برشلونة (2003-2004)، وهي عضو في برلمان كتالونيا، حيث استخدمت اللغة الإسبانية دائمًا في مداخلاتها، والمتحدثة المرفقة باسم المجموعة البرلمانية منذ ذلك الحين 2010، وعضو في اللجنة التنفيذية ومجلس إدارة الحزب الشعبي كتالونيا. رئيسة لجنة دراسات العمل والضمان الاجتماعي ونائب أمين قطاع الحزب الشعبي في برشلونة.
في الانتخابات العامة الإسبانية في نوفمبر 2019، انتُخبت ليانوس دي لونا عضوًا في مجلس النواب في مجلس النواب عن مقاطعة برشلونة.

## مندوب الحكومة في كتالونيا
مع فوز راخوي في انتخابات 2011 تم تعيينها مندوبة للحكومة في كتالونيا حتى عام 2016 عندما خلفها إنريك ميلو. خلال فترة ولايتها كان عليها أن تواجه أولى الإجراءات السياسية المستقلة، بدءًا من إدانة البلديات التي تعلن «مناطق حرة». في 27 مارس 2013 تم إعلانها شخصية غير مرغوب فيها من قبل مجلس مدينة جيرونا.